# Xã Phillips, Quận White, Illinois
Xã Phillips (tiếng Anh: Phillips Township) là một xã thuộc quận White, tiểu bang Illinois, Hoa Kỳ. Năm 2010, dân số của xã này là 1.258 người.